# Incesto accidental
El incesto accidental hace referencia a cualquier actividad sexual o matrimonio entre personas que desconocen su parentesco, en cuyo caso la relación se consideraría incestuosa.
Las leyes de muchas jurisdicciones prohíben los matrimonios incestuosos, incluso si se dan sin el conocimiento del parentesco. Si se sospecha una relación incestuosa, puede realizarse una prueba de ADN para comprobarlo.

## Causas
Las personas pueden ignorar el parentesco existente entre ellos en muchas circunstancias. Por ejemplo, en la inseminación artificial con un donante de esperma anónimo puede resultar en un hijo que ignora cualquier relación biológica, como paternidad o la existencia de medio hermanos. Para reducir la incidencia de incestos accidentales, las clínicas de fertilidad normalmente limitan el número de veces que el esperma de un donante puede ser usado. Algunos países tienen leyes que limitan el número de hijos que un donante puede tener, mientras que otras limitan las donaciones de esperma basados en el número de familias para permitir que una familia tenga hermanos verdaderos.
Taiwán permite a aquellas personas concebidas por medios artificiales averiguar si están emparentadas con la persona con la que consideran casarse.
El incesto accidental también se da en las siguientes circunstancias:
- Niños separados de sus familias durante el nacimiento
- Abandono infantil[5]
- Explotación sexual

## Casos notables
- En 2008, se dio a conocer que dos hermanos británicos, mellizos separados de nacimiento y dados en adopción a dos familias distintas, contrajeron matrimonio sin conocer su parentesco. De acuerdo al informe, la relación biológica fue descubierta muy poco después de la boda, y el matrimonio fue anulado. El caso ha tomado relevancia a pesar de que las adopciones deben mantenerse en secreto,[6][7] aunque algunos han tenido dudas sobre la veracidad de la noticia.[8]
- En 2011 una pareja comprometida en Sudáfrica, que llevaba cinco años de relación y esperaban un hijo, descubrieron que eran hermanos justo antes de la boda. Habían sido criados separadamente al divorciarse sus padres cuando él contaba dos años y ella ocho meses y se conocieron como adultos en la universidad. Justo antes de la boda y dos meses antes de ella dar a luz, al presentarse las respectivas familias para los arreglos tradicionales de boda o lobola, los padres se reconocieron y ellos cayeron en la cuenta de que eran hermanos. La pareja finalizó la relación después del descubrimiento.[9]